# Inkster (Dakota del Nord)
Inkster è un centro abitato (city) degli Stati Uniti d'America, situato nella Contea di Grand Forks, nello Stato del Dakota del Nord. Nel censimento del 2000 la popolazione era di 102 abitanti. La città è stata fondata nel 1884. Appartiene all'area metropolitana di Grand Forks.

## Geografia fisica
Secondo i rilevamenti dell'United States Census Bureau, la località di Inkster si estende su una superficie di 2,60 km², tutti occupati da terre.

## Popolazione
Secondo il censimento del 2000, a Inkster vivevano 102 persone, ed erano presenti 28 gruppi familiari. La densità di popolazione era di 40 ab./km². Nel territorio comunale si trovavano 55 unità edificate. Per quanto riguarda la composizione etnica degli abitanti, il 98,04% era bianco e l'1,96% appartiene a due o più razze.
Per quanto riguarda la suddivisione della popolazione in fasce d'età, il 22,5% era al di sotto dei 18, l'8,8% fra i 18 e i 24, il 24,5% fra i 25 e i 44, il 20,6% fra i 45 e i 64, mentre infine il 23,5% era al di sopra dei 65 anni di età. L'età media della popolazione era di 42 anni. Per ogni 100 donne residenti vivevano 104,0 maschi.